# フラッシュマチック
フラッシュマチックとは、エレクトロニックフラッシュ撮影時に、フィルムの感度とフラッシュのガイドナンバーを設定しておくと撮影距離（ピントリングの回転）に連動して絞りを適切な値に自動調節するカメラやレンズの機能。

## 概要
エレクトロニックフラッシュに自動調光機能が組み込まれるようになる前は、撮影のたびにガイドナンバー・撮影距離・フィルム感度から適切な絞りを手計算で算出して手動で設定しなければならず、カメラ初心者にとっては非常に難解で夜間撮影の失敗の原因となっていた。また、プロカメラマンにとってもこの計算は煩雑で厄介なものであった。
フラッシュマチックが搭載されているカメラやレンズでは、この操作を完全に自動化しており、フラッシュ撮影の失敗を激減させることができた。
後にフラッシュに自動調光機能が標準的に装備されるようになるとフラッシュマチックの役目は終わり、フラッシュ側で調光をすべて行うようになった。
フラッシュマチックを使用する方法はカメラによって異なり、手動でフラッシュマチックモードに設定するもの、アクセサリーシューにエレクトロニックフラッシュまたはフラッシュガンを取り付けると自動的にフラッシュマチックモードになるもの、カメラに内蔵されたフラッシュのスイッチを入れるとフラッシュマチックモードになるもの等がある。
フラッシュマチックは、基本的にカメラ・レンズ単体の機能であり、どのようなフラッシュでも使用できる。ただし極端に光量が多いまたは少ないフラッシュ等、対応可能なガイドナンバー範囲外のフラッシュは使用できない。またフラッシュマチックで自動調光フラッシュを使う場合は自動調光をオフにする必要がある。